# Droits de l'homme au Rwanda
Cet article traite de l'histoire et de la situation des droits de l'homme au Rwanda. 

## Génocide des Tutsi au Rwanda

### Événements initiaux du génocide au Rwanda (1994)
Le génocide des Tutsi au Rwanda dura du 6 avril au 4 juillet 1994. 
Il fut commis dans le cadre d'une guerre civile opposant le gouvernement rwandais, qui s'était auto-proclamé Hutu Power avant le génocide, et le Front patriotique rwandais (FPR) accusé par les autorités d'être essentiellement « Tutsi ».
Le 1er octobre 1990, des Rwandais exilés et regroupés au sein du FPR, décidèrent de revenir au pays à partir de l'Ouganda et de prendre le pouvoir par les armes. En réponse, les autorités rwandaises menèrent une double stratégie : se défendre avec l'armée contre l'agression militaire du FPR, et « liquider » tous les Tutsi de l'intérieur du Rwanda. Les autorités rwandaises perdirent la guerre civile au profit du FPR et par contre atteignirent leur objectif génocidaire contre les Tutsi.
L'ONU estime que quelque 800 000 Rwandais, en majorité Tutsi, ont trouvé la mort durant ces trois mois. Ceux qui parmi les Hutu se sont montrés solidaires des Tutsi ont été tués comme traîtres à la cause Hutu. D'une durée de cent jours, ce fut le génocide le plus rapide de l'histoire et le plus « efficace » quant au nombre de morts par jour. 
Mais il convient de souligner qu'un génocide n'est pas qualifié comme tel en raison du nombre de morts, mais sur une analyse juridique de critères définis à l'époque par la Convention pour la prévention et la répression du crime de génocide du 9 décembre 1948 de l'ONU. Cette convention définit qu'un génocide est commis dans l'intention de détruire, tout ou en partie, un groupe national, ethnique, racial ou religieux comme tel.
La discrimination rwandaise entre Hutu et Tutsi, qui a atteint un point culminant en 1994, s'est construite dans un processus historique complexe entre la réalité de la population du Rwanda et la façon dont les colonisateurs, d'une part, et les divers Rwandais, d'autre part, l'ont perçue et expliquée. Dans cette Histoire du Rwanda, s'est surajouté de façon déterminante les avantages politiques successifs que ces divers acteurs ont cru pouvoir tirer de cette discrimination, de 1894, (date des premiers contacts entre des européens et le roi issu des Tutsi du Rwanda) à 1962, (date de l'indépendance du Rwanda), puis jusqu'en 1994, période dominée par des Républiques dites Hutu.

### Causes du génocide au Rwanda
Entre avril et juillet 1994, quelque 800 000 hommes, femmes et enfants, principalement Tutsis, ont été massacrés au Rwanda. En novembre 1994, dans la résolution du Conseil de sécurité de l'ONU qui institue le Tribunal pénal international pour le Rwanda, puis en 1999, la communauté internationale a retenu la qualification de génocide pour désigner ces crimes et a reconnu sa responsabilité de ne pas l'avoir empêché et de ne pas l'avoir fait cesser après qu'il a commencé.
Les causes de ce génocide furent multiples : outre l'accumulation de haines entre les communautés Hutu et Tutsie au fil des années et l'enchaînement des événements déclencheurs, d'autres causes ou responsabilités, intérieures ou extérieures, ont été évoquées par les différentes commissions d'enquêtes.

### Attitude des institutions religieuses lors du génocide au Rwanda
Caractère transnational des religions présentes aux Rwanda :
Les religions ont la particularité de rassembler dans des entités transnationales des croyants de peuples du monde entier. On trouve dans le génocide des Tutsi au Rwanda au sein des mêmes religions, des victimes et des rescapés, des familles et amis des rescapés, des génocidaires avec leurs familles et amis, et des complices des génocidaires. Tous ont leurs réseaux au sein des religions, comme au sein des relations internationales. Au sein de ces mêmes religions on trouve aussi, à travers le monde, des croyants ignorants tout de cet événement, mais amenés un jour ou l'autre, à travers telle ou telle église à les découvrir. 
Ce caractère transnational des religions fait d'elles l'un des canaux principaux de transmission des informations du Rwanda vers les pays occidentaux et arabes. Les différents courants idéologiques s'y affrontent à travers les informations transmises par les divers Rwandais.
Les influences religieuses au Rwanda sont réparties entre des acteurs internationaux et des acteurs rwandais.

### Rôle des médias dans le génocide au Rwanda
L'utilisation des médias est l'une des caractéristiques fondamentales de la conduite du génocide des Tutsi au Rwanda. La célèbre radio des mille collines, et le journal Kangura, notamment, ont été des outils déterminants dans la réussite du génocide. Cet aspect a donné au génocide conduit par le Hutu Power un caractère particulièrement moderne, malgré les armes utilisées dans les massacres.
Dans les pays signataires de la Convention pour la prévention et la répression du crime de génocide de 1948, la façon dont les dirigeants internationaux rendaient compte à travers les médias de leurs décisions a eu un effet sur la façon dont les évènements ont été couverts. Par exemple, cette influence a donné lieu en France à un procès entre l'auteur d'un livre sur le génocide et le journal Le Monde, conclu en appel après cassation en 2006. Le journal a été débouté face à la dénonciation des connivences entre son directeur et l'État français à propos du génocide au Rwanda. 
Les militaires français ont particulièrement soigné la couverture médiatique de leur opération Turquoise en relation avec le service de communication des armées, à tel point que cette couverture médiatique peut être considérée comme un élément constitutif du déploiement de l'opération. Le maintien des émissions de la radio des mille collines dans la « zone humanitaire sûre », installée par cette opération, a été l'objet de polémiques.
Enfin, après le génocide, de nombreux documents médiatiques, films, documentaires, reportages télévisés, articles de journaux, livres, témoignages et rapports) ont rendu compte de cet événement. Des films comme Hôtel Rwanda, Shooting Dogs et actuellement Kigali, des images contre un massacre illustrent cet aspect. Ce dernier film notamment associe des images qui couvraient le génocide à une réflexion récente d'acteurs politiques, d'Église et d'ONG ayant essayé de lutter contre les massacres, le tout conduit pas un journaliste blessé par une rafale de mitraillettes pendant le génocide.
À travers ces productions intellectuelles continuent de se combattre les auteurs du génocide, leurs alliés, les rescapés, des militants des droits de l'homme et des citoyens du monde entier pour tenter de parvenir à une connaissance universelle de cet événement qui a profondément marqué les consciences à travers le monde. Les médias témoignent que ce génocide n'est pas terminé dans les esprits. La notion de négationnisme du génocide s'étend désormais, au-delà de la Shoah, aux autres génocides.

## Depuis 1994
Cette période est caractérisée par le changement de régime politique après la victoire militaire du FPR et sa prise du pouvoir et par la « gestion de l'après génocide » aux plans sociaux, judiciaire et politique.
Les gouvernements qui ont suivi sont régulièrement accusés par Amnesty International, Human Rights Watch et Reporters sans frontières de nombreuses violations des droits de l'homme.
Des accusations concernent des tueries extrajudiciaires en représailles contre des génocidaires et leurs familles immédiatement après le génocide, dont quelques rares auteurs ont été jugés et exécutés par le FPR, sans doute pour freiner un mouvement qui aurait pu être plus vaste en réaction à l'amplitude des violences du génocide. D'autre s'inscrivent dans le cadre de la lutte du FPR contre la politique de terreur et de déstabilisation du Rwanda à partir du Zaïre des anciens génocidaires. D'autres semblent liées à la lutte pour le pouvoir : des personnes dont les jugements sont contestés ont été emprisonnées, d'autres ont "disparu" ou été assassinées soit par des membres des forces de sécurité du gouvernement ou soit par des groupes d'opposition armés.

### Négation du génocide au Rwanda
Le négationnisme du génocide des Tutsi du Rwanda est né avec ce génocide.
La reconnaissance juridique de ce génocide par le Tribunal pénal international pour le Rwanda, institué par l'ONU, constitue le pivot qui permet d'affirmer son existence et de parler, à propos des contestations de sa réalité, de négationnisme.
À la négation des événements qui relève du négationnisme, on peut encore ajouter les polémiques provoquées par l'utilisation du terme « génocides » (au pluriel) par des responsables politiques, ou portant sur la question des divers soutiens apportés au gouvernement rwandais avant et pendant le génocide.

### Tribunal pénal international pour le Rwanda
Le Tribunal pénal international pour le Rwanda (TPIR) a été mis en place le 8 novembre 1994 par le Conseil de sécurité des Nations unies afin de juger les personnes responsables d'actes de génocide et d'autres violations graves du droit international humanitaire commis sur le territoire du Rwanda, ou par des citoyens rwandais sur le territoire d'États voisins, entre le 1er janvier et le 31 décembre 1994.
Son siège est à Arusha en Tanzanie. 
Les résolutions du Conseil de sécurité de l'ONU qui concernent le TPIR sont :
- la 955 du 8 novembre 1994 sur la création du TPIR[6] ;
- la 978 du 27 février 1995 sur la coopération de tous les États-membres de l'ONU avec le TPIR[7] ;
- 1165 du 30 avril 1998 sur la création d'une troisième chambre de première instance[8].

### Les enquêtes et rapports sur le génocide

#### Commission d'enquête citoyenne sur l'implication de la France au Rwanda
La Commission d'enquête citoyenne sur l'implication de la France dans le génocide des Tutsi, (CEC), est une initiative d'associations françaises. C'est un collectif sans statut juridique, animé par un « comité de pilotage » qui s'est donné comme président, Géraud de La Pradelle, professeur de droit.
Elle a tenu ses premiers travaux publics du 22 au 26 mars 2004, dans les locaux du Centre de recherche et d’information pour le développement. Elle était composée de quatre associations et de personnalités diverses, universitaires, juridiques et d'ONG.

### Implication du Rwanda dans la première guerre du Zaïre/Congo (1996-1997)
Après avoir appelé la communauté internationale à démanteler les camps de réfugiés dominés par les génocidaires du Hutu Power, le gouvernement du Rwanda décida de le faire lui-même. Il attaque les camps souvent sans faire de distinction entre les civils et les combattants. Le résultat fut la fuite dans la forêt congolaise de 200 000 d'entre eux environ, dont beaucoup moururent ou furent tués, et le retour d’environ 800 000 au Rwanda où ils furent réintégrés. Les opposants affirment que ces 200 000 personnes moururent, d'autres, comme le journaliste Dominic Johnson, qui fit un décompte précis, affirma dans un article dans le journal Allemand TAZ qu'au maximum 40 000 furent tués.

### Implication du Rwanda dans la Deuxième Guerre du Congo
Selon Human Rights Watch, les troupes rwandaises déployées lors de la Deuxième Guerre du Congo furent responsables de la mort de milliers de civils congolais. À l’époque, Pasteur Bizimungu était Président du Rwanda, tandis que Paul Kagame était Vice-Président et Ministre de la Défense. En 2010, les Nations unies ont préparé un rapport accusant le Rwanda d’avoir « commis des crimes de guerre contre les Hutus » en République démocratique du Congo pendant la guerre. Le rapport suggère que « l’armée rwandaise a peut-être commis un génocide » contre les Hutus – une suggestion réfutée « furieusement » par le gouvernement Kagame.

### Droits de l’homme sous la présidence Kagame
Pour ce qui est des droits de l’homme sous le gouvernement actuel du président Paul Kagame, Human Rights Watch accuse la police rwandaise de tueries extrajudiciaires et de responsabilités dans la mort de détenus,. En juin 2006, la Fédération internationale des droits de l'homme et Human Rights Watch ont décrit ce qu’ils qualifiaient de « graves violations du droit humanitaire international commises par l’Armée patriotique rwandaise ». Pour l'année 2011, Human Rights Watch note que « ceux qui critiquent le gouvernement » sont « de plus en plus » mis en examen pour « mise en danger de la sécurité de l'État ou pour incitation à la désobéissance publique ».
Selon The Economist, Kagame « réprime davantage les droits politiques et la liberté de la presse dans son pays que ne le fait Robert Mugabe au Zimbabwe », et « tous ceux qui posent le moindre soupçon de menace envers le régime sont réduits au silence sans pitié ».
Le gouvernement des États-Unis en 2006 décrivit la situation des droits de l’homme sous Kagame comme « médiocre », attirant l’attention sur la « disparition » des dissidents politiques, ainsi que sur les arrestations arbitraires et les actes de violence et de torture et les meurtres commis par la police. Les autorités américaines listent, parmi les problèmes relatifs au non-respect des droits de l’homme, l’existence de prisonniers politiques, et les restrictions sur la liberté de la presse, le droit de s’assembler et la liberté de religion.
Reporters sans frontières classe le Rwanda à la 147e place sur 169 pour la liberté de la presse en 2007, indiquant que « les journalistes rwandais subissent l’hostilité permanente de leur gouvernement, et sont surveillés en permanence par les services de sécurité ». Reporters Sans Frontières cite le cas de journalistes menacés, harassés et arrêtés pour avoir critiqué le gouvernement, et ajoute : « Le Président Paul Kagame et son gouvernement n’ont jamais accepté que la presse doive jouir de la garantie d’une réelle liberté ». En 2010, le Rwanda chute à la 169e place sur 178, faisant son entrée parmi les dix pays où la liberté de la presse est -selon Reporters Sans Frontières- la moins bien respectée. RSF note ainsi que « [l]e Rwanda, le Yémen et la Syrie ont rejoint la Birmanie et la Corée du Nord dans le carré des pays les plus répressifs de la planète envers les journalistes ». L'organisation ajoute qu'au Rwanda, « le troisième pays africain le moins bien classé », « [l]a suspension des principales publications indépendantes, le climat de terreur entourant l’élection présidentielle et l’assassinat, à Kigali, du rédacteur en chef adjoint d’Umuvugizi, Jean-Léonard Rugambage, sont à l’origine de cette chute. Dans des proportions presque comparables à la Somalie, le Rwanda se vide de ses journalistes, lesquels fuient par peur de la répression ».
En décembre 2008, un rapport de l’ONU, devant être présenté aux Comité des Sanctions du Conseil de Sécurité, accusa le Rwanda de fournir des enfants soldats aux rebelles tutsis dans le Nord-Kivu, en République démocratique du Congo, dans le contexte de la guerre du Kivu. Le rapport accusa également le Rwanda de fournir au Général Laurent Nkunda « un équipement militaire, un accès aux banques rwandaises, et l’autorisation de lancer des attaques depuis le territoire rwandais à l’encontre de l’armée congolaise.
En juillet 2009, la Commonwealth Human Rights Initiative, organe des droits de l’homme du Commonwealth des Nations, publia un rapport dénonçant la situation des droits de l’homme au Rwanda. Le rapport mit en lumière « une absence de liberté politique, et la persécution des journalistes ». Il demanda au gouvernement rwandais d’adopter une législation permettant la liberté d'information, et d’« autoriser la participation de candidats d’opposition aux prochaines élections ». Il souligna également les abus commis par les troupes rwandaises en République démocratiques du Congo, et qualifia la situation d’ensemble des droits de l’homme au Rwanda de « très mauvaise » :

« Le rapport décrit dans le détail un pays où la démocratie, la liberté d’expression, la presse et les droits de l’homme sont sapés ou violemment maltraités ; où les tribunaux ne répondent pas aux normes internationales ; et un pays qui a envahi son voisin, la République démocratique du Congo, quatre fois depuis 1994. […] La censure est omniprésente, selon le rapport, et le gouvernement a l’habitude d’abolir les médias indépendants et de persécuter les journalistes. Il en conclut que la constitution rwandaise n’est qu’une ‘façade’ qui sert à cacher ‘la nature répressive du régime’, et il fait écho au point de vue selon lequel le Rwanda est essentiellement ‘une armée dotée d’un État’. »
Durant l’élection présidentielle rwandaise de 2010, les Nations unies « demandèrent une enquête sérieuse en réponse aux accusations de tueries à caractère politique commises à l’encontre de membres de l’opposition ». Plus précisément, le Vice-Président du Parti vert démocratique, André Kagwa Rwisereka, fut retrouvé décapité ; « un avocat qui avait participé à des procès relatifs au génocide dans un tribunal de l’ONU fut abattu » ; Kayumba Nyamwasa, « un ancien général rwandais de haut rang qui s’était brouillé avec Kagame », subit une tentative d’assassinat ; et Jean-Léonard Rugambage, journaliste enquêtant sur cette tentative d’assassinat, fut lui-même assassiné,.
En octobre 2012, le corps de Théogène Turatsinze, homme d'affaires rwandais établi au Mozambique et qui aurait eu « accès à des informations financières politiquement sensibles concernant certains membres du gouvernement rwandais », est retrouvé ligoté et flottant en mer. La police au Mozambique accuse initialement le gouvernement rwandais, puis se rétracte. Les médias étrangers mettent en relation ce meurtre et celui de plusieurs autres opposants notables au gouvernement lors des deux années précédentes,.
En février 2021, Seif Bamporiki, coordinateur du parti d'opposition Congrès national rwandais (en) pour l'Afrique du Sud, est attiré dans un guet-apens à Nyanga et assassiné.
En 2023, l'organisation Human Rights Watch publie un rapport recensant « quatorze meurtres ou tentatives d’assassinat, d’enlèvements, de disparitions forcées et d’agressions physiques extraterritoriaux » commis par les autorités rwandaises depuis 2017. Le rapport révèle qu'outre les meurtres et les agressions physiques, le gouvernement rwandais s'en prend aux dissidents expatriés par « le gel des avoirs financiers, le harcèlement judiciaire de dissidents, les menaces en ligne, les campagnes de désinformation, le piratage des outils de communication privée » mais aussi par l'arrestation arbitraire de leurs proches restés aux Rwanda, harcelés et parfois torturés.

### Opposants au FPR tués ou disparus depuis 1995
Les personnes suivantes, critiques du Front patriotique rwandais ou plus largement du gouvernement, ont été les victimes d'assassinat, de tentatives d'assassinat ou ont « disparu » depuis 1995 :
- Manasse Mugabo, journaliste, disparu à Kigali en 1995 ;
- Seth Sendashonga, premier ministre de l'Intérieur après le génocide, et Augustin Bugirimfura, homme d'affaires, abattus à Nairobi en 1996 ;
- Emmanuel Munyemanzi, journaliste, tué à Kigali en 1998 ; son corps a ensuite disparu ;
- Theoneste Lizinde, député du FPR et ancien chef des services de renseignements, assassiné à Nairobi en 1998 ;
- Asiel Kabera, conseiller de l'ancien Président Pasteur Bizimungu, abattu à Kigali en 2000 ;
- Augustin Cyiza et Eliezar Runyaruka, juges, disparus à Kigali en 2003 ;
- Leonard Hitimana, député d'opposition, disparu à Kigali en 2003 ;
- Faustin Kayumba Nyamwasa, ancien officier du FPR, blessé par balles à Johannesbourg en 2010 ;
- Jean-Léonard Rugambage, journaliste, abattu à Kigali en 2010 ;
- Dominique Makeli, reporter, enlevé à Kampala en 2010 ;
- André Kagwa Rwisereka, homme politique d'opposition, retrouvé décapité à Butare en 2010 ;
- Charles Ingabire, journaliste et opposant au gouvernement Kagame, abattu à Kampala en 2011[36] ;
- Patrick Karegeya, ancien chef des services de renseignement extérieur et proche de l'opposition, retrouvé étranglé dans un hôtel à Johannesbourg en 2014[37] ;
- Seif Bamporiki, homme politique d'opposition en exil, abattu en Afrique du Sud en 2021[33].

En mars 2014, la maison de Kayumba Nyamwasa, dissident rwandais en exil en Afrique du sud, est mise à sac par des intrus qui s'emparent de son ordinateur et de divers documents. Il avait précédemment survécu à deux tentatives d'assassinat. Les autorités sud-africaines soupçonnent des agents des services de renseignement rwandais attachés à l'ambassade, et expulsent du pays trois diplomates rwandais.